# Frans Michel Penning
Frans Michel Penning (Gorinchem, 12 settembre 1894 – Utrecht, 6 dicembre 1953) è stato un fisico olandese.

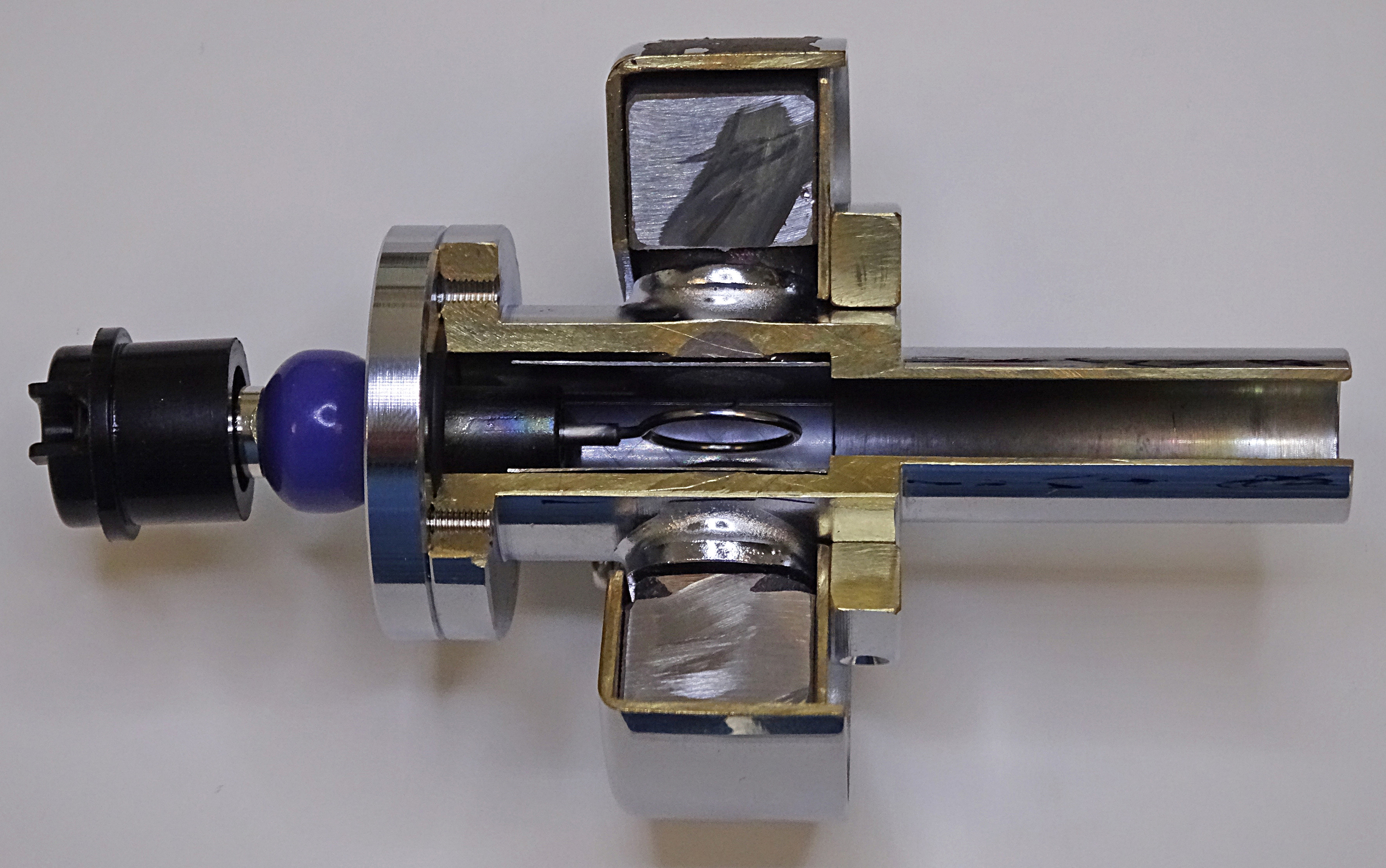
vacuometro Penning (aperto)

La trappola di Penning, usata per conservare particelle cariche, la miscela di Penning, l'effetto Penning e la ionizzazione di Penning prendono nome da lui. In realtà il reale creatore della Trappola fu il fisico tedesco naturalizzato statunitense Hans Dehmelt, che decise di dare il nome di Penning alla trappola in quanto prese ispirazione da una precedente invenzione di Penning, un tipo di catodo freddo per la misura del vuoto chiamato vacuometro Penning (o vacuometro a catodo freddo, cold-cathode gauge in inglese).